# Lecteria obliterata
Lecteria obliterata är en tvåvingeart som beskrevs av Alexander 1913. Lecteria obliterata ingår i släktet Lecteria och familjen småharkrankar.
Artens utbredningsområde är Guyana. Inga underarter finns listade i Catalogue of Life.